# مجموعة هزيلة
في الرياضيات وبالضبط في الطوبولوجيا العامة ، المجموعة الهزيلة أو المجموعة من الفئة الأولى هي مجموعة جزئية من فضاء طوبولوجي صغيرة أو مهملة بالمعنى الدقيق المفصل أدناه. المجموعة التي ليست هزيلة تسمى مجموعة غير هزيلة أو مجموعة من الفئة الثانية. انظر أدناه للحصول على تعريفات المصطلحات الأخرى ذات الصلة.
أي مجموعة جزئية من مجموعة هزيلة تكون هزيلة، واتحاد العديد من المجموعات الهزيلة القابلة للعد هي مجموعة هزيلة.
تلعب المجموعات الهزيلة دورًا مهمًا في صياغة مفهومي فضاء بير ومبرهنة الفئات لبير [الإنجليزية] اللتين تُستخدمان في إثبات العديد من النتائج الأساسية للتحليل الدالي .

## التعريفات
ليكن {\displaystyle X} فضاء طوبولوجي.
يَستخدِم تعريف المجموعة الهزيلة مفهوم مجموعة جزئية غير كثيفة في أي مكان [الإنجليزية]من {\displaystyle X}، أي مجموعة فرعية من {\displaystyle X} التي يكون غالقها فارغًا في الداخل.
مجموعة جزئية من {\displaystyle X} تسمى مجموعة جزئية هزيلة من {\displaystyle X}، أو من الفئة الأولى من {\displaystyle X} إذا كانت اتحادًا قابلاً للعد لمجموعات جزئية غير كثيفة في أي مكان من {\displaystyle X} . وبخلاف ذلك، تسمى مجموعة جزئية غير هزيلة من {\displaystyle X}، أو من الفئة الثانية من {\displaystyle X}.
يسمى الفضاء الطوبولوجي هزيلًا (غير هزيل، على الترتيب) إذا كانت مجموعة جزئية هزيلة (غير هزيلة، على الترتيب) لنفسها.

## الملاحظات
1. ↑  بالإنجليزية: of the first category

### معلومات الكتب كاملة
- Narici, Lawrence; Beckenstein, Edward (2011). Topological Vector Spaces. Pure and applied mathematics (بالإنجليزية) (Second ed.). Boca Raton, FL: CRC Press. ISBN:978-1584888666. OCLC:144216834.